# Eftimie Murgu
 (décembre 2019).
 (décembre 2019).
Si vous disposez d'ouvrages ou d'articles de référence ou si vous connaissez des sites web de qualité traitant du thème abordé ici, merci de compléter l'article en donnant les références utiles à sa vérifiabilité et en les liant à la section « Notes et références ».
Eftimie Murgu (né le 28 décembre 1805 à Rudaria, au departement de Caras-Severin - mort le 30 avril 1870 à Budapest) est une figure de la renaissance culturelle roumaine, juriste et professeur de philosophie roumaine, homme politique, député dans le parlement révolutionnaire hongrois pendant la Révolution de 1848 (le Régime de Debrecen) et avocat à Budapest.

## Sa vie
Il est né dans la famille de Samuel Murgu, officier de l'armée impériale autrichienne et de Cumbria Murgu (née Pungila) dans la maison numéro 84 à Rudaria (Caras-Severin) en ayant comme parrain Mandru Suta. Il passe seulement une partie de son enfance à Rudaria parce qu'en 1815, son père, Samu, est transféré au régiment de la frontière de Caransebes.
Il commence l'école primaire dans sa ville natale, Rudaria, avec le professeur Ion Mazaran. Il y apprend le vieux-slave. Il continue ses études à Caransebeș où il apprend le hongrois, puis il suit les cours de la faculté de philosophie de Szeged, où il sort diplômé en 1827. En 1830, il termine sa licence en droit à l'université de Pest et en 1834, il y  il obtient le titre de docteur en droit universel. Outre sa langue maternelle roumaine, il parlait couramment le latin, le hongrois, l'allemand, le grec et le slavon.
En 1834, Eftimie Murgu déménage à Iași, où il enseigne la philosophie à l'Academia Mihaileana. Cette même année,il est initié à la franc-maçonnerie à Iasi en 1834, puis il devient le Vénérable d'une loge moldave de cette ville.
C'est dans les années 1830 qu'il commence son activité politique avec la publication de son ouvrage Combaterea disertatiei - (Wiederlegung) - une réponse aux affirmations du Hongrois Sava Tököly, dans le cadre de la controverse relative à l'origine des roumanophones. En 1937, il part à Wallachia et il est nommé à Bucarest professeur de logique et de droit romain au Colegiul Sfântul Sava.
Dans sa conception révolutionnaire, Eftimie Murgu était un ardent partisan de l'idée de la république, un combattant infatigable pour l'abolition de relations féodales et pour l'unité nationale des Roumains.
Pendant l'hiver de 1848 Eftimie Murgu se trouvait dans la deuxième détention et le 6 février son procès est repris. Il a demandé la permission de se présenter devant l'empereur. Grâce aux manifestations les jeunes roumains de Pest, Murgu est libéré le 9 avril. Après quelques jours, Timotei Cipariu lui propose de présider l'Assemblée de Blaj, mais il refuse cette proposition.
Le 24 juin il est élu député simultanément dans les circonscriptions de Lugoj, Oravita et Faget. À l'occasion de la validation des élections pendant la réunion de l'Assemblée nationale du 6 juillet 1948 il optera pour le mandat de Lugoj. Il obtient le droit de convoquer une assemblée populaire à Lugoj dont il est élu président. 

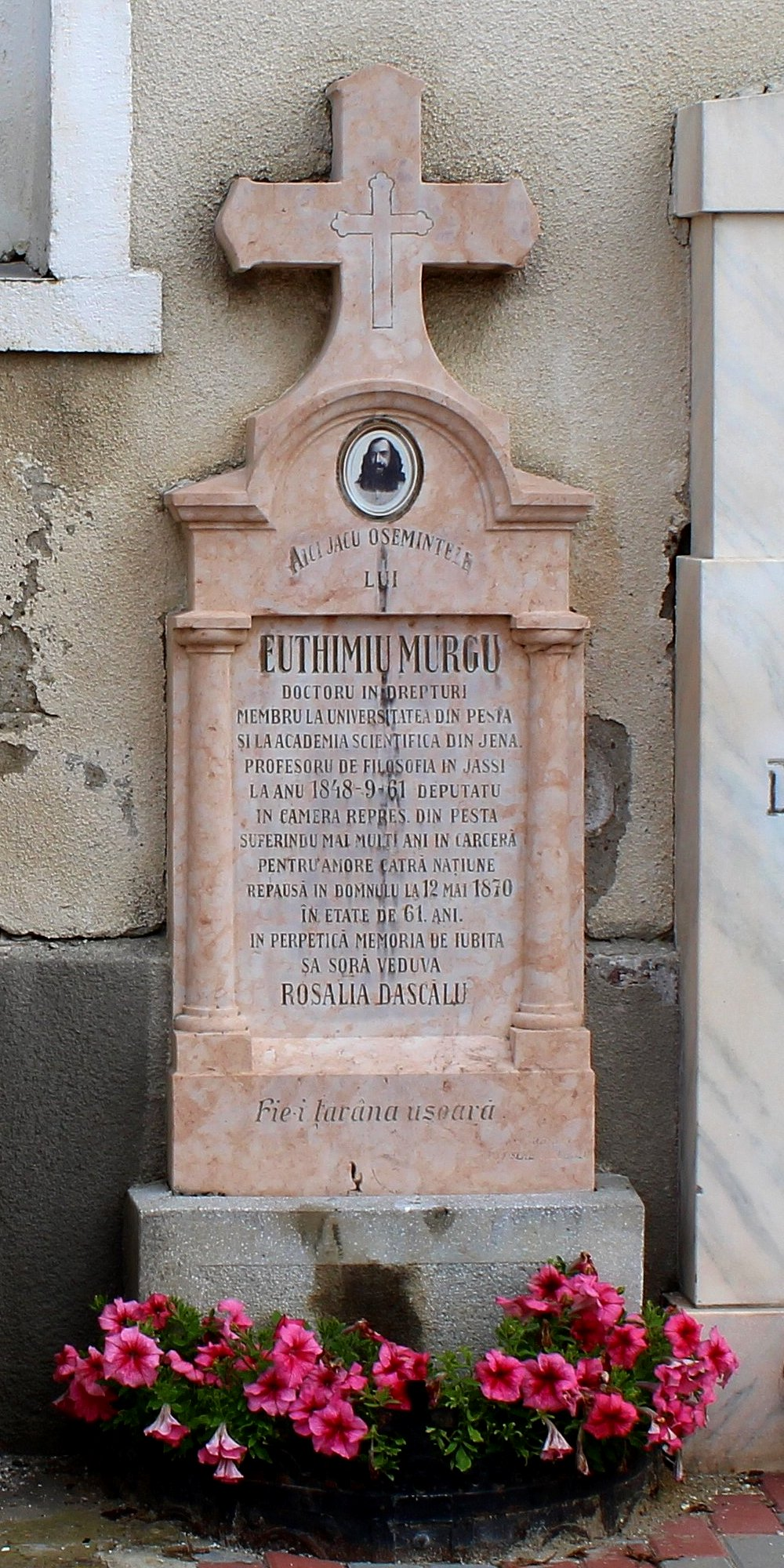

La Grande Assemblée nationale de Lugoj le 15 juin 1848, dont il a été proposé comme président de ce qui a été proposé, a exigé parmi les autres demandes, les suivantes :
- la mise en place d'une armée populaire roumain et l'armement du peuple,
- l'organisation de Banat comme un Căpitanat Général,
- la nomination de Eftimie Murgu comme capitaine général de Banat,
- la reconnaissance de la langue roumaine comme langue officielle dans tout le Banat,
- l'indépendance de l’Église orthodoxe roumaine de Banat.

L'année suivante à la révolution, Eftimie Murgu vote pour le détrônement de la dynastie des Habsbourg (le 13 avril) et pour la nouvelle loi sur les nationalités qui contenait l'obtention de droits minimaux pour les roumains, ainsi que la réorganisation d'une légion roumaine (le 28 juillet). Pour le courage de voter contre les Habsbourg, il est arrêté le 22 août et condamné à mort pour « haute trahison contre la monarchie des Habsbourg ». Sa condamnation est changée à quatre ans en prison qui va les exécuter dans la prison de Josefstadt en Bohême. Après qu'il sort de la prison, il est élu député de nouveau dans la Diète, et en 1861, il fut élu député dans la circonscription de Moravita. En 1865 il écrit un dernier document intitulé « Sur le mémorandum du Congrès serbe » ; son activité a été limitée par le fait que les prisons l'avaient beaucoup affaibli. Il meurt le 12 mai 1870.